# Caduta di Ashdod
La caduta di Ashdod indica la conquista egizia della città di Ashdod, una delle cinque città della c.d. "Pentapoli filistea", situata nel sud-ovest di Canaan, intorno al 635 a.C. Secondo lo storico greco Erodoto, il faraone Psammetico I, assediò Ashdod per 29 anni. Ashdod aveva perso la maggior parte dei suoi abitanti durante quei lunghi anni di assedio.

## Contesto
Prima della morte del re Assurbanipal (631 a.C.), l'Impero assiro era impegnato in una guerra quasi costante su più fronti, con tribù nomadi del sud, Caldei in rivolta, Elamiti che li supportavano ed Egizi che incitavano a ulteriori ribellioni nel Levante. Di fronte a queste molteplici minacce, Assurbanipal rispose con continue aggressioni e ritorsioni, debilitando però la capacità bellica del suo impero. Impegnato a potenziare le sue posizioni in Oriente, Assurbanipal abbandonò l'Egitto e si concentrò sull'Elam (vedi Guerre assiro-elamiche). Ciò lasciò l'Egitto più o meno incontrollato, anche se sembra che il dominio assiro, almeno a livello de jure, continuò fino al 639 a.C.

## Conquista di Ashdod
Nonostante la precedente ostilità tra le due potenze, sembra che gli Assiri e gli Egizi non siano entrati in guerra. In effetti, fino al 605 a.C., gli Egizi supportarono attivamente gli Assiri nelle loro molteplici campagne. Inoltre, la guerra portata da Assurbanipal alla XXV dinastia egizia di origini kushite aveva permesso (c. 650 a.C.) la rinascita di un potere politico nelle mani dei nativi egizi-copti che collaborò con gli invasori mesopotamici per contenere il potere dei Kushiti. L'occupazione egizia della filistea Ashdod potrebbe in quest'ottica essere letto come parte del trasferimento di potere dal fatiscente impero assiro alla XXVI dinastia egizia che gli stessi Assiri avevano messo al potere.